# 小出警察署
小出警察署（こいでけいさつしょ）は、新潟県警察が管轄する警察署の一つである。

## 管轄区域
- 魚沼市

## 所在地
- 新潟県魚沼市井口新田243-1。
  - 小出警察署でありながら旧北魚沼郡湯之谷村域である（1972年までは旧北魚沼郡小出町域にあった）。

## 沿革
- 1875年（明治8年）：堀之内警察所として発足
- 1954年（昭和29年）：小出警察署となる
- 1972年（昭和47年）：湯之谷村に現庁舎完成（それまでは旧小出町本町に庁舎があった）

## 組織
- 警務課
- 会計課
- 生活安全課
- 地域課
- 刑事課
- 交通課
- 警備課

## 交番
- 堀之内交番（魚沼市堀之内387-9）

## 駐在所
- 虫野駐在所（魚沼市虫野442-4）
- 大湯駐在所（魚沼市湯之谷芋川467-7）
- 広神駐在所（魚沼市今泉1459-9）
- 須原駐在所（魚沼市須原1375-41）
- 上条駐在所（魚沼市渋川1683-4）
- 入広瀬駐在所（魚沼市大栃山142-6）